# Darijo Srna
Darijo Srna, hrvaški nogometaš, * 1. maj 1982, Metković, SR Hrvaška, SFR Jugoslavija.
Velja za enega najboljših hrvaških nogometašev. Trenutno je direktor nogometa ukrajinskega kluba Premier League Šahtar Doneck. Večino svoje kariere je igral kot branilec.
Svojo kariero je začel v splitskem Hajduku, leta 2003 pa se je preselil v Šahtar. V svojem času v Šahtarju je osvojil številne trofeje, med drugim naslov pokala UEFA leta 2009, Premier lige, pet naslovov ukrajinskega pokala in pet naslovov ukrajinskega superpokala. Leta 2018 je zapustil Šahtar in podpisal enoletno pogodbo s Cagliarijem, nato pa se vrnil v Šahtar, da bi delal kot pomočnik menedžerja.
Srna je prvič nastopil na Hrvaškem novembra 2002 in je s 134 goli drugi najbolj omejeni igralec v zgodovini hrvaške reprezentance, saj je svojo državo zastopal na svetovnih prvenstvih 2006 in 2014 ter evropskih prvenstvih 2004, 2008, 2012 in 2016. Leta 2009 ga je takratni selektor Slaven Bilić postavil za kapetana reprezentance, položaj, ki bi ga opravljal do leta 2016. Po turnirju je kapetansko vlogo prevzel Luka Modrić.
S 536 nastopi je najbolj omejen igralec v zgodovini Šahtarja. Popularno so ga poimenovali "ikona Šahtarja". Medtem ko je živel v Šahtarju, je imel Srna ponudbe iz klubov, kot sta Chelsea in Bayern iz Münchna, kar pa je zavrnil zaradi zvestobe klubu. Srna velja za enega najboljših igralcev v Evropi 21. stoletja v isti organizaciji. Zaradi načina igranja ga primerjajo s Cafujem.